# Christopher Parkening

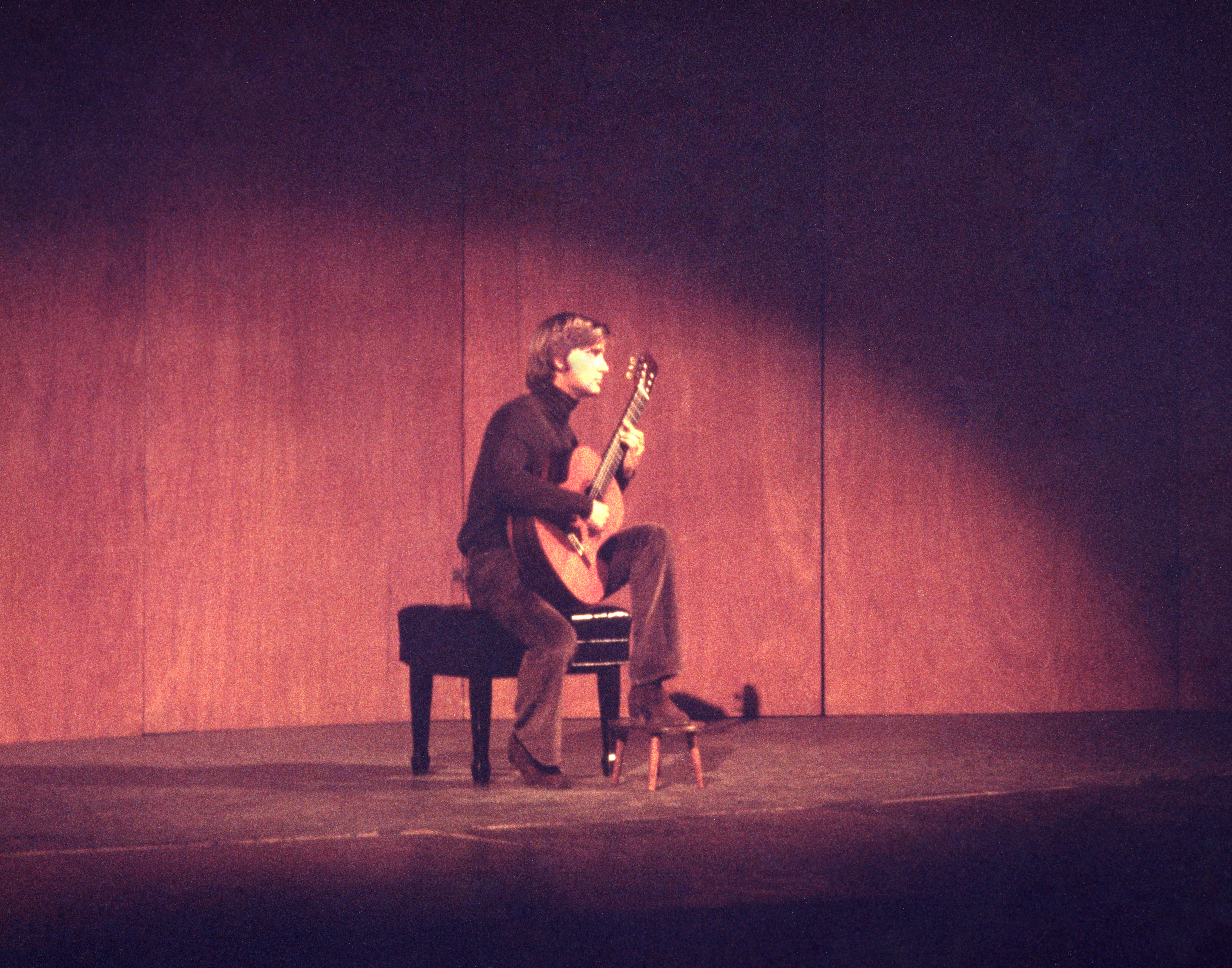
Christopher Parkening en un concierto, 1975

Christopher Parkening (1947 Estados Unidos) es un guitarrista clásico.
Creció en Los Ángeles, California, y empezó a tocar guitarra a los 11 años gracias a la inspiración de su primo, Jack Marshall, quien era guitarrista de plantilla en los estudios MGM. Gracias a él conoció grabaciones de Andrés Segovia, y su gusto por este guitarrista lo llevó a comenzar a estudiar la guitarra clásica.
Cuatro años después, a la edad de 15 años, fue invitado a participar en una clase magistral impartida por el ya citado maestro Andrés Segovia, en la Universidad de California en Berkeley. Gracias a esta clase, tuvo la fortuna de que Segovia lo aceptara como alumno privado.
A los 19 firmó un contrato con Capitol Records por una serie de seis grabaciones discográficas y fue requerido para comenzar el departamento de guitarra en la Universidad del Sur de California. El año siguiente firmó un contrato para una extensa gira a través de Estados Unidos, Canadá, Europa y Asia.
Al cumplir 30 se retiró completamente de los escenarios para dedicarse a la vida en el campo, y cuatro años después regresó -no sin dificultades- a la escena guitarrística.
Ha hecho cerca de 20 grabaciones y ha editado varios libros y colecciones de partituras.